# كهنة لو
كهنة لو هي قرية في مقاطعة ورزقان، إيران. عدد سكان هذه القرية هو 521 في سنة 2006.